# Masaioshi Kawakami
Masaioshi Kawakami es un deportista brasileño que compitió en judo. Ganó cuatro medallas en el Campeonato Panamericano de Judo entre los años 1956 y 1960.

## Palmarés internacional
| Campeonato Panamericano | Campeonato Panamericano   | Campeonato Panamericano | Campeonato Panamericano |
| Año                     | Lugar                     | Medalla                 | Categoría               |
| ----------------------- | ------------------------- | ----------------------- | ----------------------- |
| 1956                    | La Habana (Cuba)          | Medalla de plata        | 3.er dan                |
| 1956                    | La Habana (Cuba)          | Medalla de plata        | Abierta                 |
| 1958                    | Río de Janeiro (Brasil)   | Medalla de oro          | Abierta                 |
| 1960                    | Ciudad de México (México) | Medalla de plata        | 3.er dan                |